# Schloss Eisenburg
Das Schloss Eisenburg ist ein Schloss im oberschwäbischen Eisenburg, einem Ortsteil von Memmingen. Es ist unter der Nummer D-7-64-000-296 in der Bayerischen Denkmalliste eingetragen und war bis zur Säkularisation der Hauptsitz der Herrschaft Eisenburg, später in Hand Memminger Patrizierfamilien.

## Lage
Die erhabene Schlossanlage befindet sich am Westrand des Dorfes Eisenburg im sogenannten Oberdorf. Es ist nach Westen, Osten und Norden durch einen Graben abgeschnitten und lediglich durch eine Brücke im Osten erreichbar. Unterhalb des Schlosses befindet sich ein größeres verlassenes Schwimmbecken mit einem in Betrieb befindlichem Springbrunnen. Vom Schloss aus herrscht gute Sicht in alle Richtungen außer Norden. Bei guter Sicht sind die Alpen von dort aus gut zu erkennen.

## Geschichte

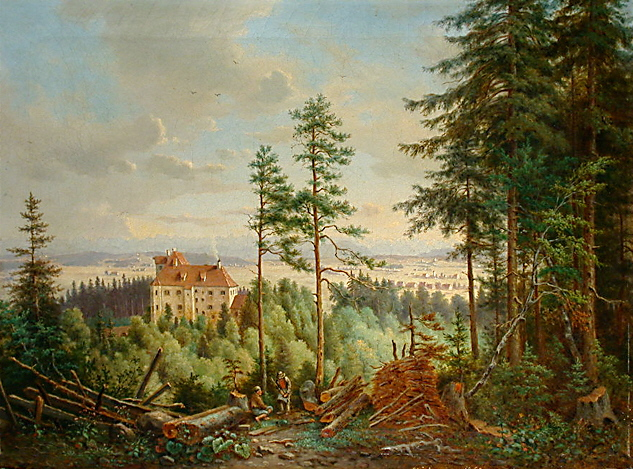
Schloss Eisenburg im 19. Jahrhundert

Die Herrschaft war ursprünglich im Besitz des Klosters Ottobeuren, wurde von diesem jedoch um 972 an das Reich abgegeben. Vermutlich wurden damit Kriegsdienste abgegolten. Die Burg wurde vermutlich in staufischer Zeit errichtet und wurde an der Wende vom 13. zum 14. Jahrhundert zum Mittelpunkt der Herrschaft Eisenburg. 1208 wurde das Schloss erstmals erwähnt. Der letzte Ritter von Eisenburg verkaufte die Burg samt der noch verbliebenen Herrschaft an die Memminger Patrizier Sättelin. In der Folge wechselte der Besitz des Öfteren, bis die Unterhospitalstiftung Memmingen das Schloss 1601 an die Ulmer Patrizier Neubronner verkaufte. Im Dreißigjährigen Krieg wurde die Burg 1635 durch eine schwedische Besatzung der Reichsstadt Memmingen zerstört. Die Familie Neubronner zwölftelte den Besitz 1671 bei einer Erbteilung.
Bis 1805 blieb das Schloss Sitz der Herrschaft Eisenburg, bis 1848 Sitz des örtlichen Patrimonialgerichtes. Nach dem Tod des letzten Gutsherren 1864 wechselten die Besitzer mehrmals, bis das Schloss im Juli 1888 an Frida Forster geb. Sander, Witwe aus der damaligen Fabrikanten- und heutige Eigentümerfamilie Forster, verkauft wurde. Zuvor erwarb diese ca. 279 ha Wald, sodass sich das Gut Eisenburg nach dem Verkauf auf fast 335 ha erstreckte. Ab 1893 bildete das Schlossgut mit seinen Brunnen und Wäldern den Kern der Wasserversorgung in den heute ehem. Herrschaftsgebieten. 1914 leuchtete erstmals elektrisches Licht auf Schloss Eisenburg. In der Silvesternacht 1926 brannte der Dachstuhl und ein großer Teil des obersten Geschosses des Schlosses. Zeitzeugenberichte berichten von einer Zerstörung erheblichen Ausmaßes. In den 1960er Jahren beherbergte das Schloss eine Haushaltungsschule und ein Internat („Töchterheim“). Bis in die zweite Hälfte des 20. Jahrhunderts gehörten zum Schlossgut zahlreiche Ländereien, darunter landwirtschaftliche Anlagen, Parks und Immobilien, wie das Forsthaus und die Gaststätte in Eisenburg – diese teilweise bis heute. Heute dient ein Anbau an den Westflügel außerdem als Wohnraum für mehrere Mietparteien, das Schloss ist bis heute in Privatbesitz der Nachkommen.

## Schlossbau

### Baugeschichte
Auf dem Schlosshügel stand allem Anschein nach bereits eine keltische Volksburg. Im Keller des Ostflügels befinden sich Kreuzgratgewölbe, so ist das Schloss im Kern mittelalterlich, der Burgausbau fand 1567 statt. Nach der Zerstörung im Dreißigjährigen Krieg 1635 wurde das Schloss wurde 1653–1656 im Barockstil neu erbaut. Es bestand seit dem aus einer nun zweiflügeligen Anlage mit zwei bis in Traufhöhe gezogenen polygonalen Türmen mit zwei geschwungenen Hauben an den beiden östlichen Ecken. 1741 wurde die zum Schloss hinführende geziegelte, verputzte und sechsfeldrige Bogenbrücke errichtet. Nach historischen Quellen befand sich davor anstelle dieser eine vierfeldrige Brücke mit Torhaus. 1894 wurden Schlosshof und Schlosspark architektonisch verbunden, eine gotisierende Umgestaltung fand 1895 statt. Diese Umbauten geschahen unter Federführung des Augsburger Architekten und Baumeisters Karl Albert Gollwitzer, der bereits mehrere Projekte für die heutige Eigentümerfamilie realisierte, darunter Bauten im Augsburger Textilviertel, in dem auch die Familie Forster ihre Produktionsanlagen hatte, und den Umbau des Schlosses Strassberg (Bobingen). 1886 und 1910 kamen bei Erdrutschen die Grundmauern des im Dreißigjährigen Krieg zerstörten Schlosses zu Tage. Nach dem Brand in der Silvesternacht des Jahres 1926, welcher den gesamten 2. Stock und den Dachstuhl des Schlosses zerstörte. Der für den Betrieb des Töchterheimes genutzte Anbau im Westen der Anlage wurde später hinzugefügt. Am Schlossberg wurden seit Anfang der 1980er Jahre zahlreiche Einfamilienhäuser des Stadtteiles Eisenburg erbaut. Die befahrbare 32m-lange Brücke wird seit Sommer 2021, unter anderen, mit den Mitteln des Freistaates Bayern, der Deutschen Stiftung Denkmalschutz und der Stadt Memmingen instandgesetzt.

### Baubeschreibung
Das heutige Wohn- und ehemalige Verwaltungsgebäude der Herrschaft Eisenburg ist dreistöckig mit einer Tordurchfahrt im Erdgeschoss, der Kernbau ist an der Front und Südseite dreiachsig, das mehrstöckige Walmdach mit Fledermausgauben ist nicht ausgebaut. Das Nach der Gotisierung 1894 wurde das Schloss 1927 nur in Anlehnung an das ursprüngliche Aussehen wiederhergestellt. Verzichtet wurde bspw. auf die Ausgestaltung der Türme, sie bekamen quadratische und polygonale Hauben- bzw. Glockendächer. Dieser Wiederaufbau richtet sich im groben nach der Kubatur des frühen 19. Jahrhunderts vor der Gotisierung.